# Schloss Marly-le-Roi

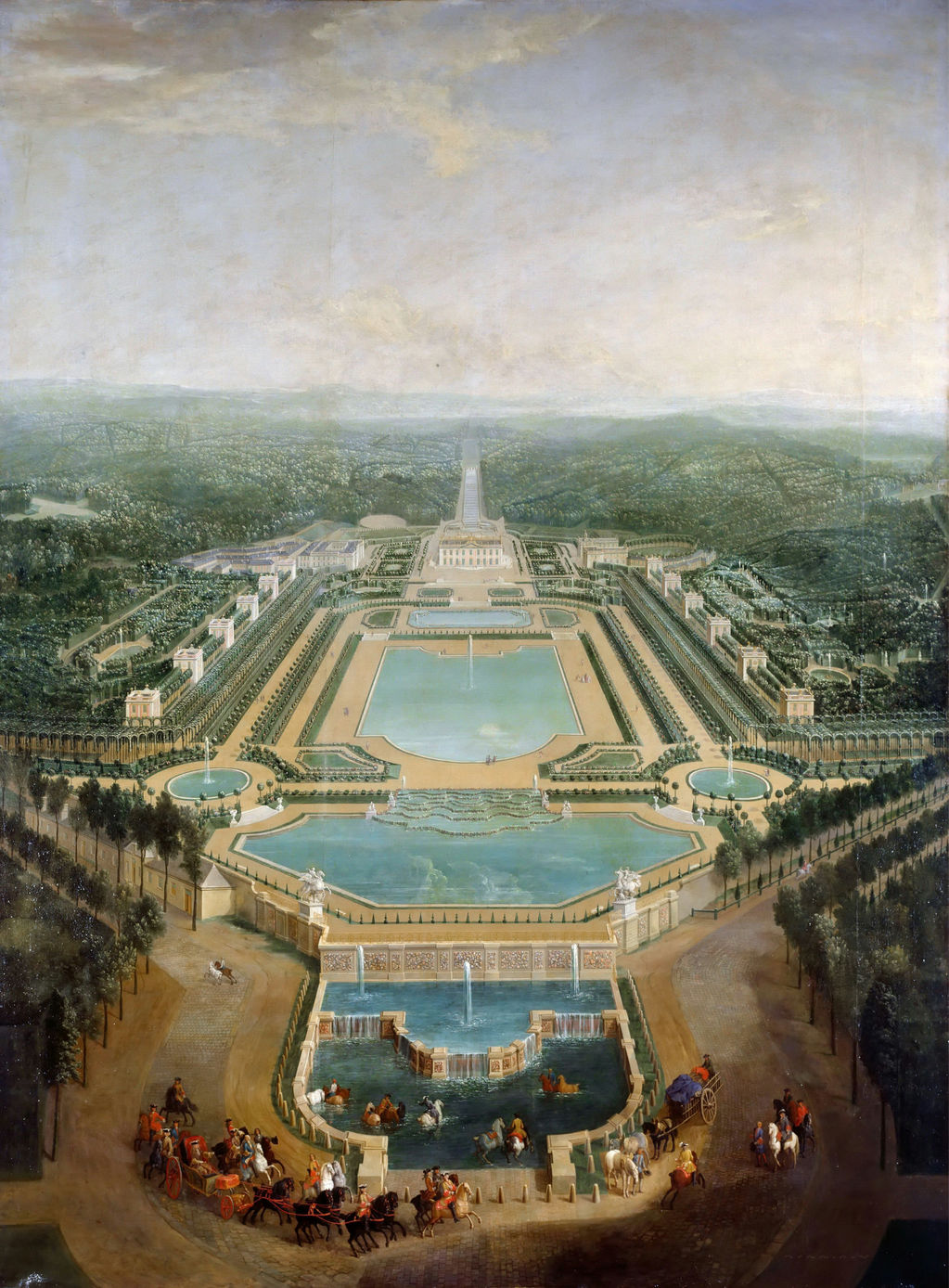
Schloss Marly, Pierre-Denis Martin, 1724

Das Schloss Marly war eine barocke Residenz des französischen Königs Ludwig XIV., die 1696 erbaut und in den Jahren 1808 bis 1816 abgerissen wurde. Es lag in der französischen Stadt Marly-le-Roi im Département Yvelines in der Region Île-de-France, ungefähr 15 Kilometer westlich von Paris.

## Geschichte

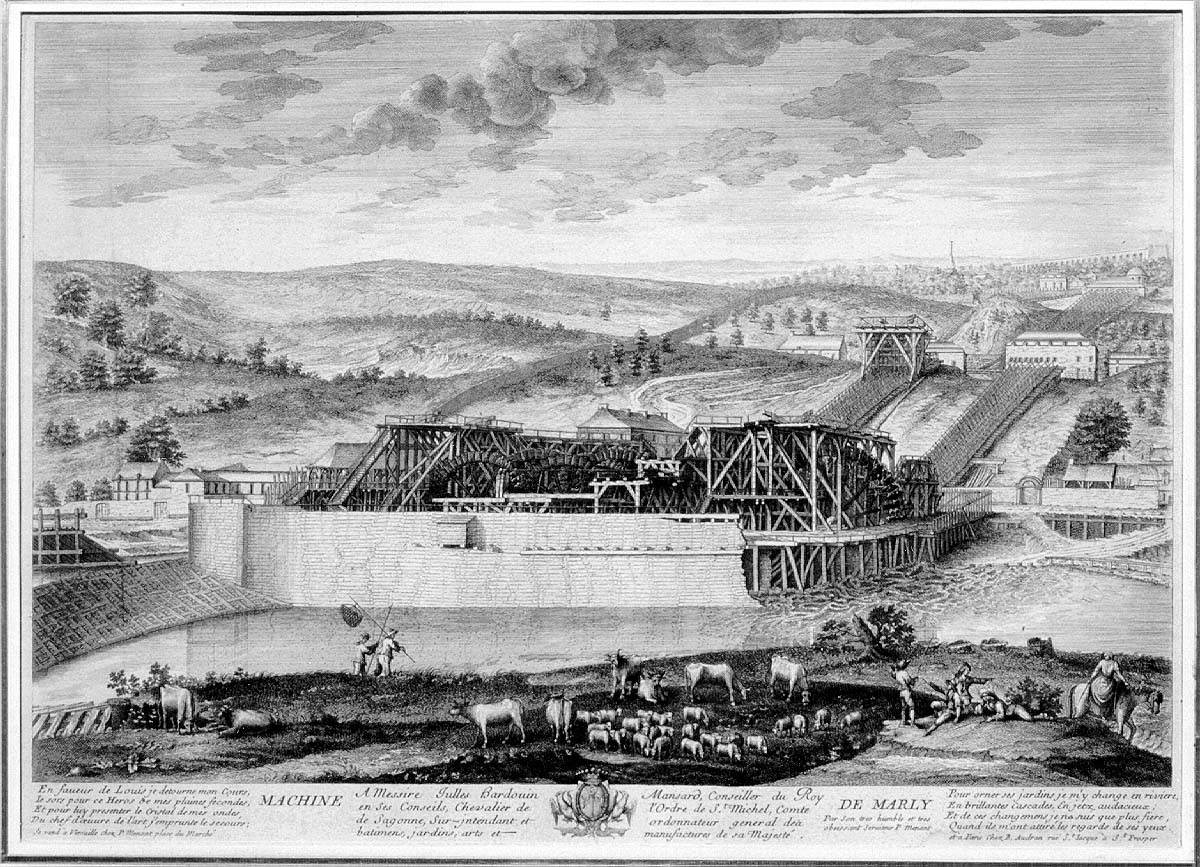
Die Maschine von Marly im 17. Jahrhundert

Noch bevor Ludwig XIV. von Frankreich sich entschloss, seinen ständigen Sitz in Versailles einzurichten, ließ er in Marly ein Jagd- und Sommerschloss als privaten Rückzugsort bauen; der dort bereits bestehende kleine Ort Marly wurde deshalb in Marly-le-Roi umbenannt. Der Bau des königlichen Domizils und der Parkanlagen veränderte das Gesicht der Stadt und der Umgebung völlig. 1679 begannen die Bauarbeiten unter Leitung von Jules Hardouin-Mansart und dauerten bis 1686. Es wurde zu einem der Prototypen des barocken Lustschlosses.
Das Hauptgebäude wurde von insgesamt zwölf einzelnen Pavillons begleitet, denen ihrerseits kleine Gartenanlagen zugeordnet waren. Die symmetrisch an den Langseiten einer Mittelachse aus Wasserbassins angeordneten Pavillons dienten der Beherbergung von Gästen, der König selbst wohnte im Hauptschloss. Die Bauten waren sämtlich von Scheinarchitektur bedeckt – die eigentliche Architektur daher sehr einfach und zurückhaltend ausgestaltet.
Diese in Marly-le Roi erstmals verwendete aufgelockerte Bauweise in Form einzelner Pavillons verbreitete sich schnell in ganz Europa. Im deutschsprachigen Raum wurden das Schloss und die Gartenanlagen von Marly beispielsweise Vorbild für das Palais im Großen Garten Dresden (1678–83), Schloss Clemenswerth bei Sögel (1737–47), die Eremitage in Waghäusel sowie das Mainzer Lustschloss Favorite (1700–22).
Mit der Maschine von Marly unterhalb von Marly-le-Roi an der Seine wurde hydraulisch Wasser über das Aquädukt von Louveciennes in ein 100 Meter höher gelegenes Reservoir in Louveciennes gepumpt. Von dort aus speiste es – jeweils bei Anwesenheit des Königs – wahlweise eine Kaskade im Park oder wurde bis in den (von Natur aus wasserarmen) Park von Schloss Versailles geleitet, zum Betrieb der zahlreichen dortigen Wasserspiele.
Ludwig XVI. von Frankreich und seine Frau Marie-Antoinette waren die beiden letzten Vertreter des französischen Königshauses, die das Schloss in Marly-le-Roi bewohnten. Nach der Revolution wurde das Anwesen verlassen und verfiel zur Ruine. Es wurde 1799/1800 an einen Baumwollfabrikanten verkauft, dessen im Schloss eingerichtete Fabrik jedoch 1806 bankrottging. Im Jahr darauf erwarb Napoleon den Besitz wieder für die staatliche Hand, in der er sich noch heute befindet. 1816 schließlich wurde das Schloss abgerissen.

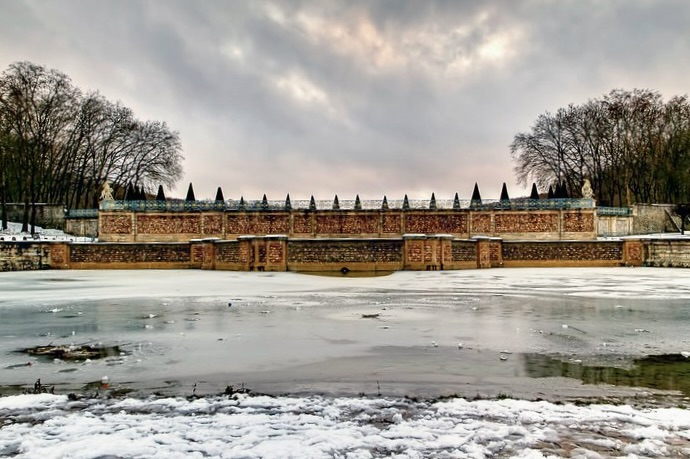
1985 aufgestellte Pferdefigurengruppe von dem Abreuvoir (Pferdetränke)

Lediglich einige Fundamentreste sind vom Schloss heute noch zu sehen. Auch die Pumpanlage ist nicht mehr vorhanden. Die Gartenanlagen sind nur in sehr vereinfachter Form erhalten. Eine Pferdefigurengruppe von einer Pferdetränke der ehemaligen Schlossterrasse steht seit 1794 am Anfang der Avenue des Champs-Élysées, 1985 wurden Kopien wieder in Marly aufgestellt. Einige Kunstwerke aus dem Schloss sind im Cour Marly des Louvre ausgestellt.
1932 wurde der Park von Marly zum „Monument Historique“ erklärt. Der französische General Charles de Gaulle verbrachte hier nach seinem Rücktritt mehrere Monate.

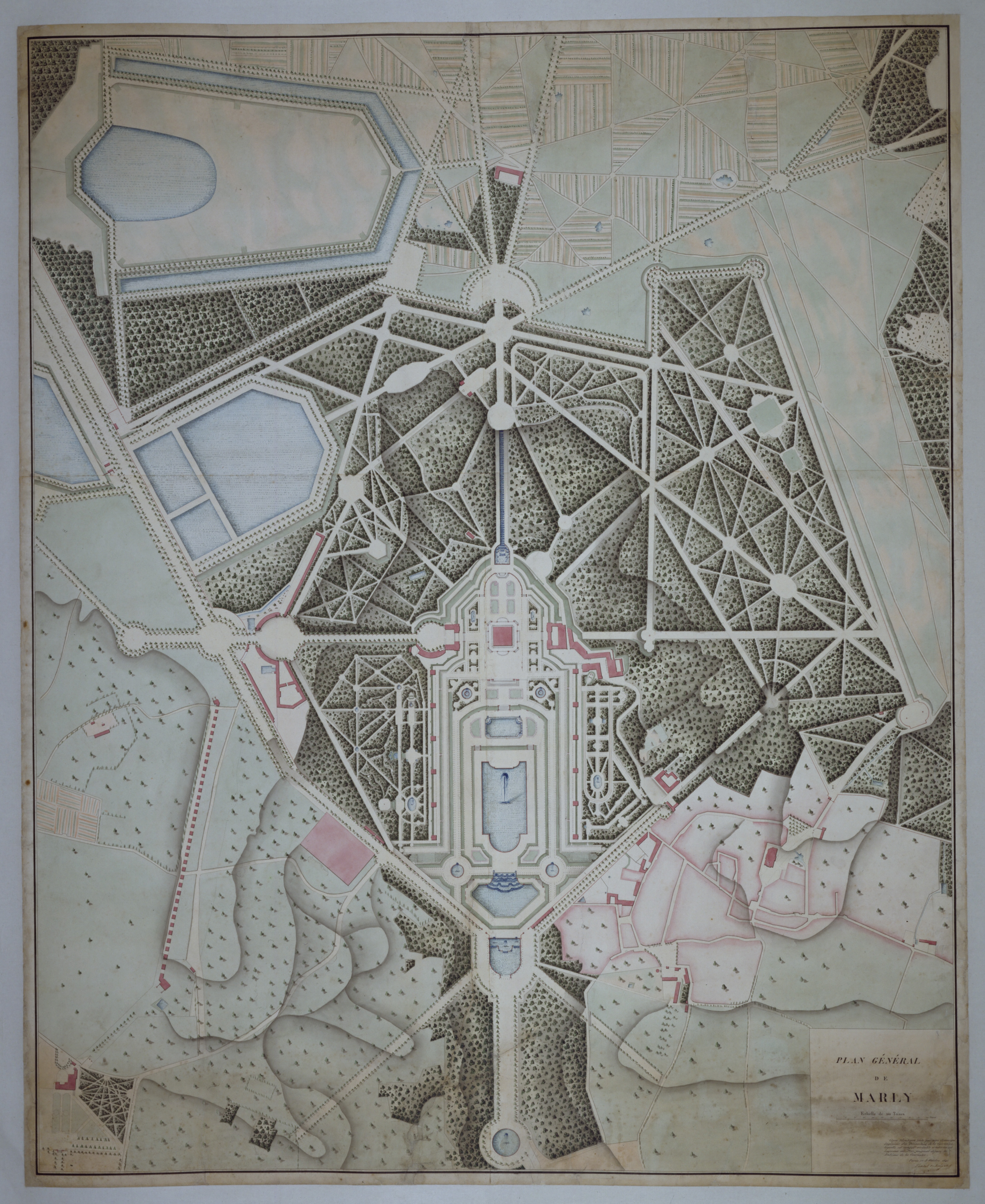
Generalplan von Marly aus dem 18. Jahrhundert
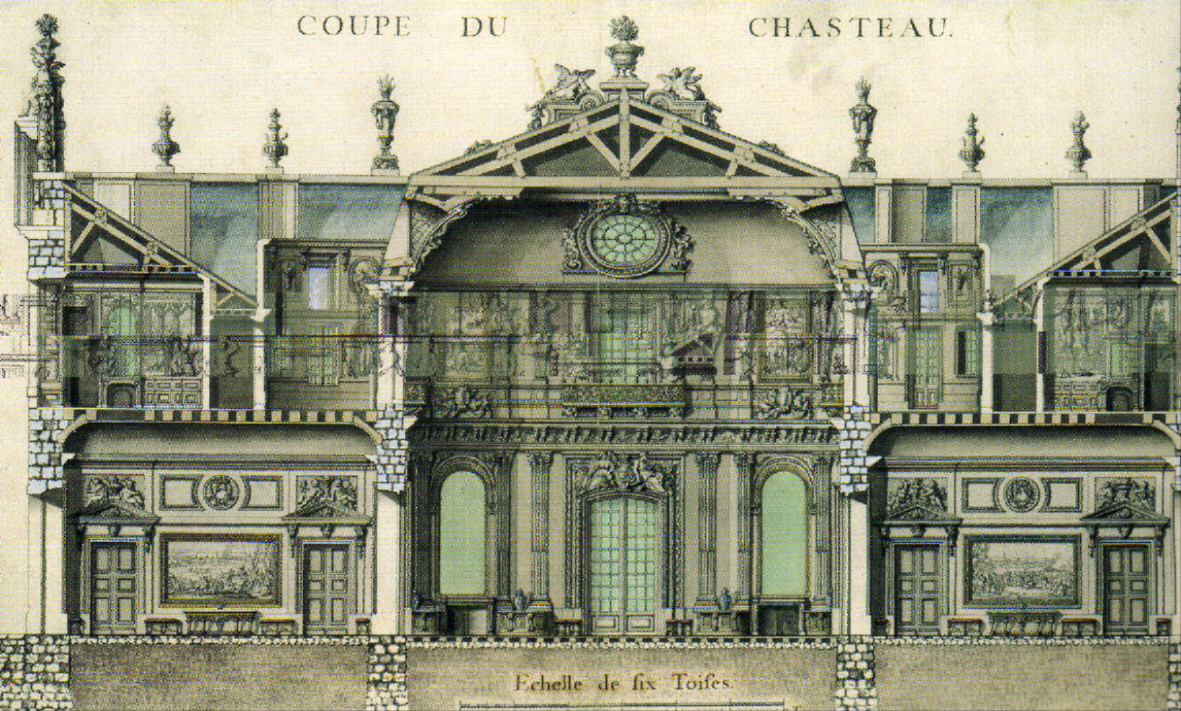
Das Innere des Hauptgebäudes
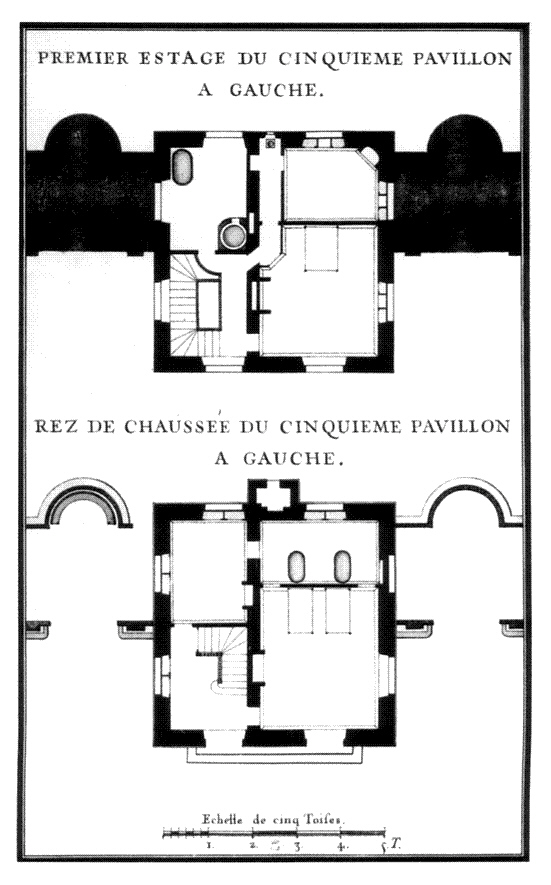
Plan der Bäder von Marly
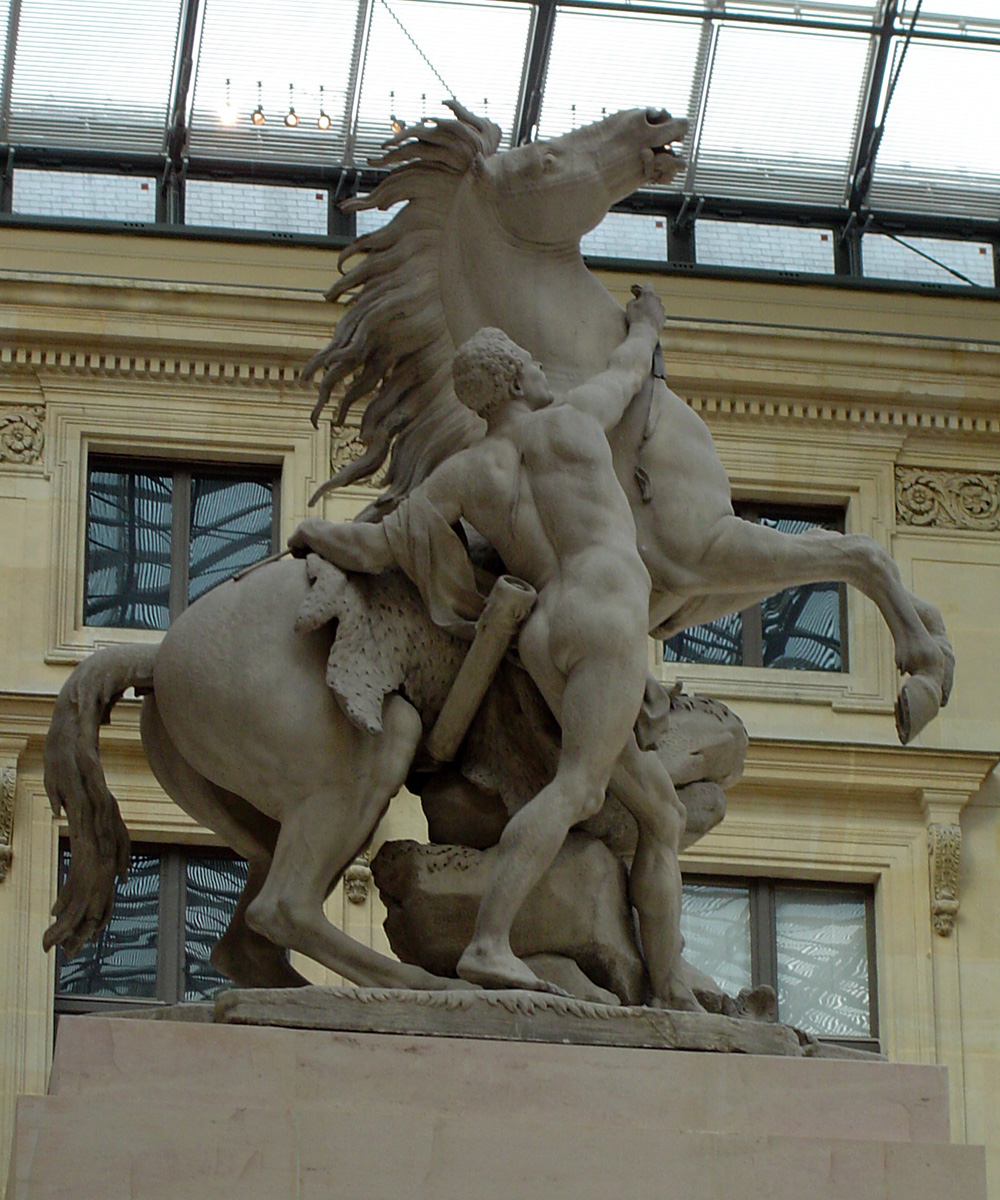
Figur der Pferdegruppe aus dem Park von Marly (Guillaume Coustou d. Ä., um 1745), heute im Louvre